# Мэнский лохтан

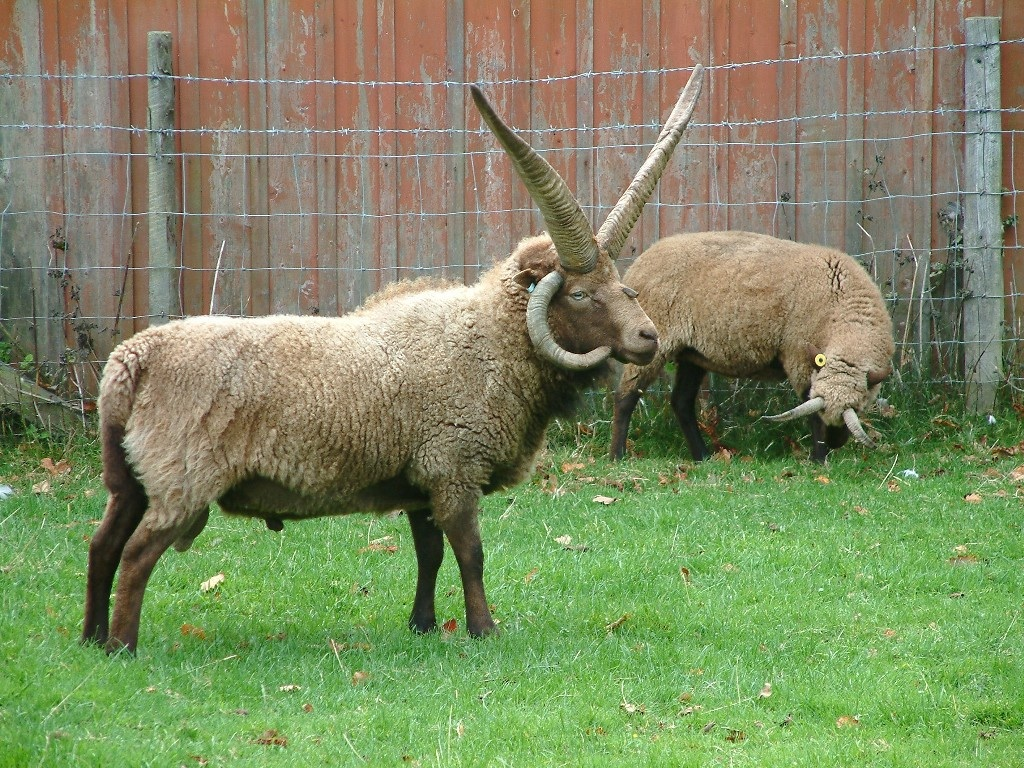

Мэнский лохтан (англ. Manx Loaghtan) — порода овец (Ovis aries), обитающая непосредственно на острове Мэн. Её также называют Лохтайн или Loghtan. Овцы имеют тёмно-коричневый окрас шерсти и, как правило, две, а иногда и три пары рогов.
Мэнский лохтан происходит от примитивных овец, когда-то распространённых по всей Шотландии, Гебридским и Шетлендским островам и является одной из пород североевропейских овец с короткими хвостами. Слово Лохтан произошло от мэнского выражения lugh dhoan, которое переводится как «серая мышь», что и характеризует цвет шерсти Лохтана.